# Hutnik Kraków
Hutnik Kraków, auch bekannt als Hutnik Nowa Huta, ist ein Sportklub aus der polnischen Stadt Krakau, Stadtteil Nowa Huta. Er wurde 1950 unter dem Namen Stal Nowa Huta (Nowa Huta, in dem das Vereinsgelände liegt, wurde 1951 nach Krakau eingemeindet) gegründet. 1956 wurde der Verein in Hutnik Nowa Huta umbenannt und 1973 schließlich in Hutnik Kraków. 2010 wurde der Verein neu gegründet und hieß seitdem wieder Hutnik Nowa Huta. Im März 2017 kehrte man zum Namen Hutnik Kraków zurück.

## Badminton
Im Badminton gewannen Maria Domańska und Maria Muszak 1976 Bronze im Damendoppel bei den polnischen Meisterschaften.

## Fußball

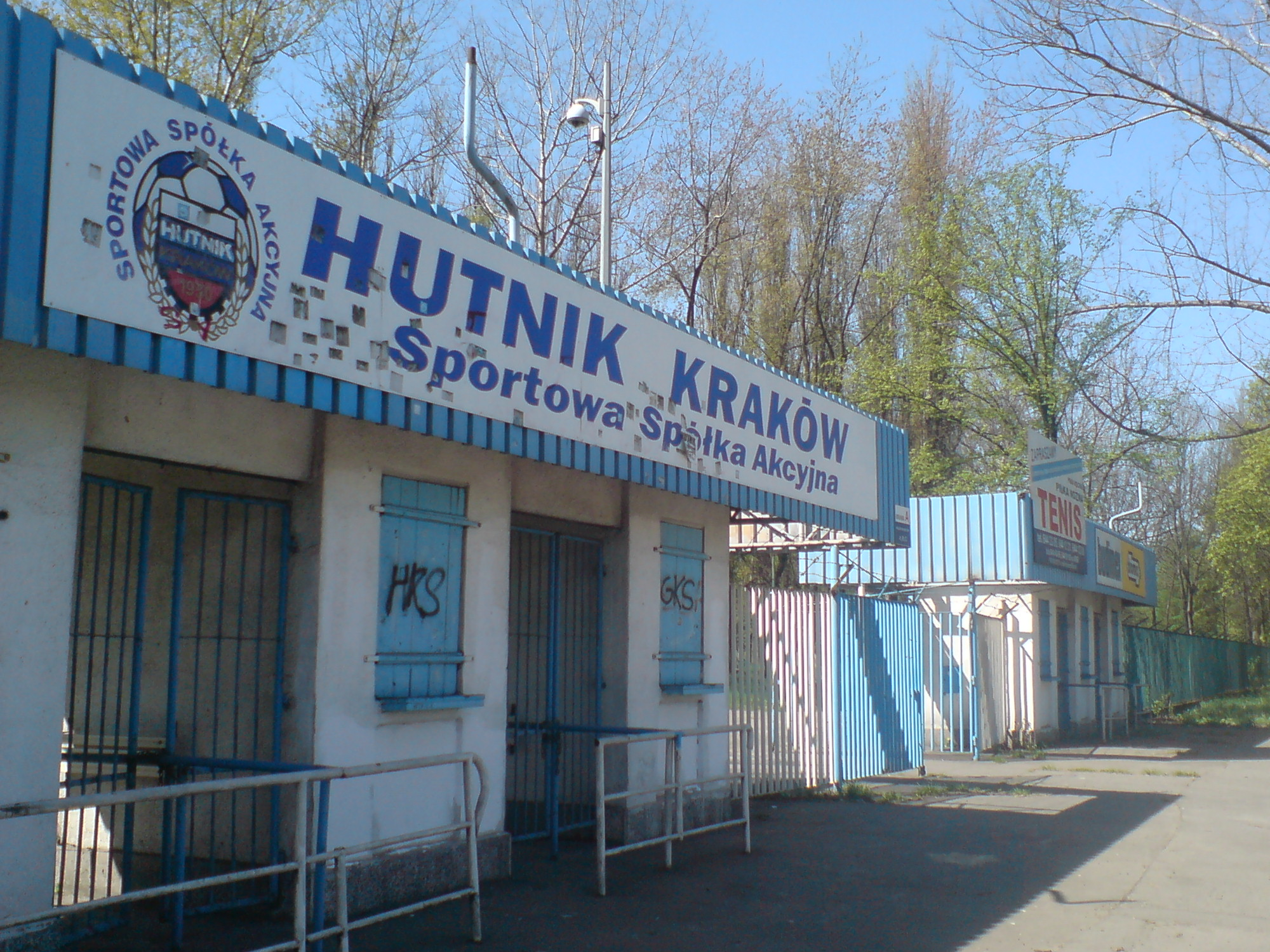
Stadioneingang

Bis 1989 spielte Hutnik in der 2. und 3. Liga. Erst 1989 wurde der Aufstieg in die Ekstraklasa geschafft. Hier spielte man von 1990 bis 1997. Größter Erfolg war der dritte Platz in der Saison 1995/96, der die Teilnahme am UEFA-Cup bedeutete. Im UEFA-Cup konnte sich Hutnik in der Qualifikation gegen Chazri Buzowna Baku aus Aserbaidschan eindeutig mit 9:0 und 2:2 durchsetzen. Anschließend wurde auch der tschechische Vertreter Sigma Olmütz mit 0:1 und 3:1 ausgeschaltet, und Hutnik war für die Hauptrunde qualifiziert. In der ersten Runde war allerdings gegen den AS Monaco schon Endstation (0:1 und 1:3). Nach dem Abstieg aus der Ekstraklasa in der Saison 1996/97 stieg der Klub kontinuierlich immer weiter ab. In der wegen der COVID-19-Pandemie in Polen nach 19 Spieltagen abgebrochenen Saison 2019/20 war der Verein zusammen mit Motor Lublin punktgleich an der Spitze der Tabelle in der dritten Liga. Dabei lag Hutnik im direkten Vergleich nach einem 1:0-Heimsieg vorne, während Lublin die bessere Tordifferenz aufwies. Der polnische Verband entschied sich schließlich, die 2. Liga für eine Saison auf 19 Teams aufzustocken und beide Vereine aufsteigen zu lassen.
Es besteht eine Fanfreundschaft zwischen dem 1. FC Magdeburg und dem Verein, die regelmäßig durch Fahnen, gegenseitige Besuche und Fangesänge gepflegt wird.
Heimspielstätte von Hutnik Kraków ist das rund 6.000 Zuschauer fassende Stadion Suche Stawy. Insgesamt spielte der Verein sieben Spielzeiten (1990–1997) in der Ekstraklasa, der höchsten polnischen Spielklasse.

## Erfolge
- Polnische Meisterschaft: 3. Platz 1996
- Polnischer Pokalsieger: Halbfinale 1990
- 3× Polnischer Junioren-Meister: 1985, 1993, 1994

## Bekannte Spieler
- Krzysztof Bukalski
- Marcin Cabaj
- Tomasz Hajto
- Jan Karaś
- Marek Koźmiński
- Piotr Madejski
- Kazimierz Moskal
- Marek Motyka
- Michał Pazdan
- Łukasz Sosin
- Paweł Strąk
- Marek Świerczewski
- Mirosław Waligóra
- Marcin Wasilewski
- Kazimierz Węgrzyn